# إسحاق تومسون
إسحاق تومسون (بالإنجليزية: Isaac Thompson)‏ هو لاعب اتحاد الرغبي نيوزيلندي، ولد في 2 يوليو 1987 في بالميرستون نورث في نيوزيلندا.